# آکسفورد (کارولینای شمالی)
آکسفورد (به انگلیسی: Oxford) شهری در ایالت کارولینای شمالی کشور ایالات متحده آمریکا است که جمعیت آن در سرشماری سال ۲۰۱۰ میلادی، ۸٬۴۶۱ نفر بوده‌است.